# YouBike

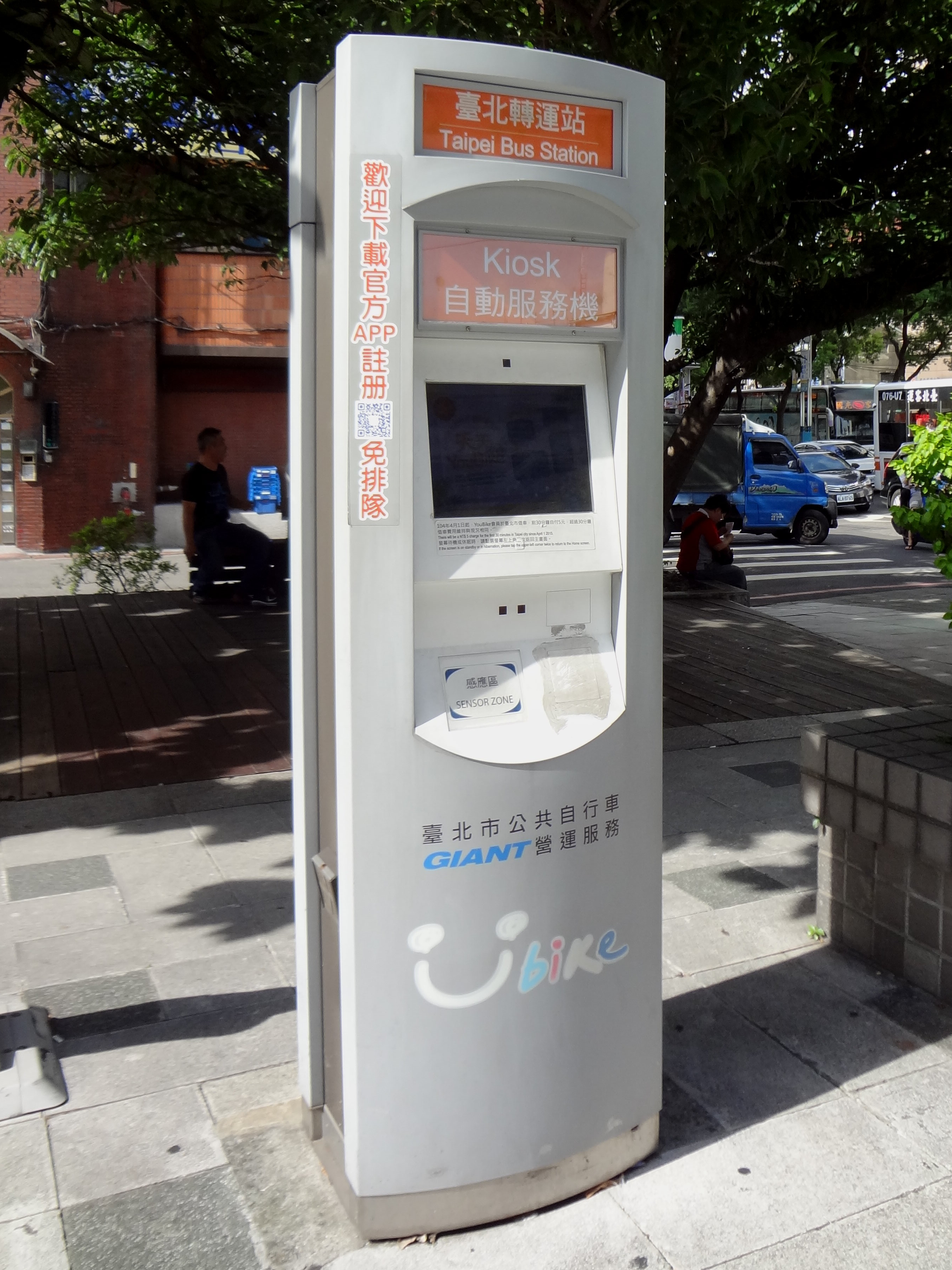
Borne YouBike

YouBike, ou Taipei Bike Sharing System, est un service public de partage de vélos en libre-service proposé par le département des transports de la municipalité de Taipei dans le cadre d'une collaboration BOT avec le fabricant local Giant Bicycles. Depuis le 26 mai 2016, des stations-service du réseau cyclable sont disponibles à Taipei, au Nouveau Taipei, à Taoyuan, à Hsinchu, à Taichung, dans le comté de Changhua et de Miaoli. Dans la municipalité de Taipei, la location est de 5 NT$ pour les 30 premières minutes d'utilisation et adopte des  péages progressifs de 10 NT$ à 40 NT$ ensuite. Aucun autre frais, tel qu'un dépôt annuel, n'est requis. Dans les municipalités du Nouveau Taipei, Taichung et Changhua, la location est gratuite pendant les 30 premières minutes. Une période de restriction de renouvellement de 15 minutes est appliquée à la station à laquelle le vélo a été rendu,.
En 2014, le système enregistra 22 millions de locations, ce qui représente le double des 11 millions de locations de l'année précédente en 2013, avec 196 stations de location faisant circuler 6 046 vélos,.

## Histoire
Lancé en 2009, le système a initialement vu un nombre étonnamment petit d'utilisateurs quotidiens dans le district d'essai de Xinyi. Cela a incité le département des transports de Taipei à étendre le système le long des lignes du métro et dans plusieurs autres districts. L'adoption initiale lente des locations YouBike a été surmontée en ajustant le modèle commercial, par exemple en abaissant les tarifs (en rendant les 30 premières minutes gratuites) et en augmentant les moyens d'ouvrir un compte (en ligne via le site Web YouBike ou aux bornes),. Cependant, depuis avril 2015, le département des transports de Taipei a commencé à facturer les utilisateurs de YouBike pour les 30 premières minutes d'utilisation.
En 2020, le nouveau système amélioré, YouBike 2.0, a effectué ses premiers pas près de l'Université nationale de Taïwan. Il permet la location de vélos à l'aide de téléphones intelligents uniquement et réduit les limites de l'infrastructure de la station. Le gouvernement espère que ce nouveau système aidera à construire un réseau de location de vélos à plus grande échelle.

## Vélos

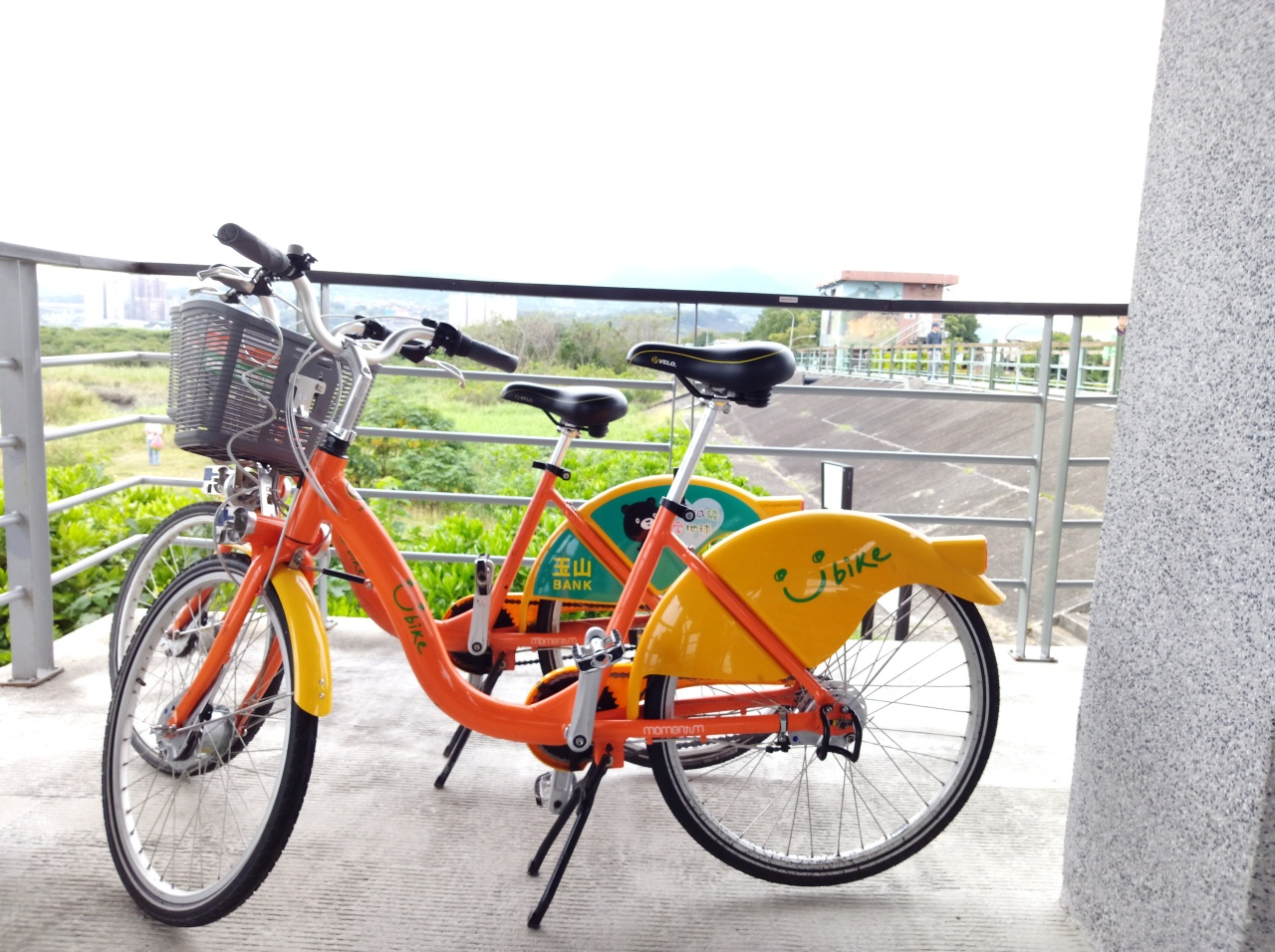
Deux YouBikes à Taipei

Selon YouBike, le coût de fabrication de chaque vélo du système coûte environ 10 000 dollars taïwanais car ils sont conçus pour supporter à une utilisation fréquente. Les vélos sont construits pour être utilisés 13 fois par jour en moyenne, beaucoup plus souvent que l'utilisation deux fois par jour que la plupart des autres vélos en moyenne. Chaque vélo possède une étiquette RFID pour le suivi des véhicules et la prévention du vol.